# Кадакин, Николай Ильич
Николай Ильич Кадакин (род. 17 апреля 1976, Аскиз, Красноярский край) — российский хоккеист с мячом, полузащитник, тренер, мастер спорта России международного класса (2001).

## Карьера

### Клубная
В 1983 году начал заниматься в Абакане хоккеем с шайбой в детской команде «Энергетик», в 1988 году перешёл в школу «Саян». Первый тренер — В. А. Баранцев.
С 1992 по 1998 год выступал за «Саяны».
С 1998 по 2002 год был игроком красноярского «Енисея», побеждая с командой в чемпионате России сезона 2000/01 и Кубке европейских чемпионов (2001).
В 2002 году становится игроком архангельского «Водника», с которым дважды побеждает в чемпионате России, Кубке европейских чемпионов и Кубке мира.
В декабре 2004 года переходит в «Байкал-Энергию», выступая за команду до конца сезона 2007/08. Был капитаном команды.
С 2008 по 2012 год — в составе кемеровского «Кузбасса».
В сезоне 2012/13 выступал за ульяновскую «Волгу».
В высшем дивизионе чемпионатов России провёл 517 матчей, забил 214 мячей («Саяны» — 136, 23; «Енисей» — 104, 49; «Водник» — 60, 29; «Байкал-Энергия» — 101, 69; «Кузбасс» — 90, 44; «Волга» — 26, 0).
В розыгрышах Кубка России — 146 матчей, 74 мяча («Саяны» — 20, 3; «Енисей» — 40, 9; «Водник» — 21, 8; «Байкал-Энергия» — 34, 41; «Кузбасс» — 24, 11; «Волга» — 7, 2).

### В сборной
В составе сборной России (2002—2003) — 10 матчей, 2 мяча. Серебряный призёр чемпионата мира 2003 года (4 матча, 1 мяч). 

### Тренерская деятельность
Перед сезоном 2013/14 назначен главным тренером команды «Кузбасс-2», принимающей участие в первенстве России среди команд Высшей лиги, с которой в апреле 2014 года побеждает в финальном турнире молодёжных команд клубов Суперлиги.
В конце ноября 2014 года пополнил тренерский штаб «Кузбасса», в котором занял должность старшего тренера команды.
23 декабря 2014 года назначен исполняющим обязанности главного тренера «Кузбасса». Был в должности главного тренера до марта 2017 года.
25 декабря 2017 года назначен старшим тренером и исполняющим обязанности главного тренера «Байкал-Энергии», исполнял свои обязанности до конца сезона 2017/18, завоевав с командой  бронзовые медали чемпионата России.
В июне 2018 года возглавил братское отделение областной спортивной школы по хоккею с мячом «Сибскана».

## Достижения

### В качестве игрока
«Саяны»
 Бронзовый призёр чемпионата России: 1993/94
«Енисей»
 Чемпион России: 2000/01 

 Серебряный призёр чемпионата России (2): 1998/99, 1999/2000 

 Обладатель Кубка России: 1998/99 

 Бронзовый призёр Кубка России (2): 1999/2000, 2000/01 

 Обладатель Кубка европейских чемпионов: 2001 

 Финалист Кубка мира: 2000
«Водник»
 Чемпион России (2): 2001/02, 2002/03 

 Обладатель Кубка европейских чемпионов (2): 2002, 2003 

 Обладатель Кубка мира (2): 2003, 2004 

 Финалист Кубка мира: 2002 

 Победитель Кубка чемпионов Эдсбюна: 2004
«Байкал-Энергия»
 Финалист Кубка России: 2005 (осень) 

 Бронзовый призёр Кубка России: 2005 (весна) 

 Бронзовый призёр Международного турнира на призы Правительства России: 2006

«Кузбасс»
 Серебряный призёр чемпионата России: 2008/09 

 Бронзовый призёр чемпионата России: 2009/10 

 Бронзовый призёр Кубка России: 2008
Сборная России
 Серебряный призёр чемпионата мира: 2003 

 Победитель Международного турнира на призы Правительства России: 2002

 Бронзовый призёр чемпионата мира среди юниоров: 1996 

 Серебряный призёр чемпионата мира среди юношей: 1993

### В качестве тренера
«Байкал-Энергия»
 Бронзовый призёр чемпионата России: 2017/18

### Личные
- В списке 22-х лучших игроков сезона (2): 2002, 2005
- Символическая сборная Кубка мира (2): 2000, 2002[18]

## Статистика выступлений

### Клубная
| Сезон     | Клуб                     | Чемпионат | Чемпионат | Чемпионат | Чемпионат | Чемпионат | Кубок  | Кубок | Кубок | Кубок  | Кубок |
| Сезон     | Клуб                     | И         | М         | П         | О         | Ш         | И      | М     | П     | О      | Ш     |
| --------- | ------------------------ | --------- | --------- | --------- | --------- | --------- | ------ | ----- | ----- | ------ | ----- |
| 1992/1993 | Саяны (Абакан)           | 17        | 0         |           | 0         | 15        | 3      | 0     |       | 0      | 10    |
| 1993/1994 | Саяны (Абакан)           | 14        | 0         |           | 0         | 0         | 5      | 1     |       | 1      | 0     |
| 1994/1995 | Саяны (Абакан)           | 24        | 1         |           | 1         | 10        | 4      | 1     |       | 1      | ?     |
| 1995/1996 | Саяны (Абакан)           | 28        | 3         |           | 3         | ?         |        |       |       |        |       |
| 1996/1997 | Саяны (Абакан)           | 28        | 5         |           | 5         | 55+К      | 5      | 0     |       | 0      | ?     |
| 1997/1998 | Саяны (Абакан)           | 25        | 14        |           | 14        | 50+К      | 3      | 1     |       | 1      | ?     |
| 1998/1999 | Енисей (Красноярск)      | 22        | 4         |           | 4         | 70        | 6      | 0     |       | 0      | 10    |
| 1999/2000 | Енисей (Красноярск)      | 26        | 18        | 11        | 29        | 35        | 12     | 3     | 2     | 5      | 10    |
| 2000/2001 | Енисей (Красноярск)      | 28        | 10        | 18        | 28        | 35        | 11     | 2     | 19    | 21     | ?     |
| 2001/2002 | Енисей (Красноярск)      | 28        | 17        | 43        | 60        | 10        | 11     | 4     | 13    | 17     | 30    |
| 2002/2003 | Водник (Архангельск)     | 28        | 10        | 17        | 27        | 30        | 13     | 7     | 20    | 27     | ?     |
| 2003/2004 | Водник (Архангельск)     | 27        | 19        | 6         | 25        | 5         | 1      | 0     | 1     | 1      | ?     |
| 2004/2005 | Водник (Архангельск)     | 5         | 0         | 2         | 2         | 10        | 7(1)   | 1(1)  | 1(1)  | 2(2)   | 0     |
|           | Байкал-Энергия (Иркутск) | 20        | 13        | 12        | 25        | 40        | 3      | 5     | 3     | 8      | 0     |
| 2005/2006 | Байкал-Энергия (Иркутск) | 28        | 17        | 41        | 58        | 45+К      | 6      | 7     | 5     | 12     | 10    |
| 2006/2007 | Байкал-Энергия (Иркутск) | 31(1)     | 30(0)     | 11(1)     | 41(1)     | 70(0)     | 15     | 18    | 11    | 29     | 40    |
| 2007/2008 | Байкал-Энергия (Иркутск) | 22        | 9         | 12        | 21        | 95+К      | 10     | 11    | 2     | 13     | 45    |
| 2008/2009 | Кузбасс (Кемерово)       | 25        | 13        | 9         | 22        | 40        | 11     | 5     | 6     | 11     | 20    |
| 2009/2010 | Кузбасс (Кемерово)       | 15        | 8         | 2         | 10        | 10        | 3      | 2     | 1     | 3      | 0     |
| 2010/2011 | Кузбасс (Кемерово)       | 27        | 14        | 3         | 17        | 15        | 9      | 4     | 4     | 8      | 0     |
| 2011/2012 | Кузбасс (Кемерово)       | 23        | 9         | 3         | 12        | 25        |        |       |       |        |       |
| 2012/2013 | Волга (Ульяновск)        | 26        | 0         | 2         | 2         | 30        | 7      | 2     | 0     | 2      | 10    |
| Всего     | 21 сезон                 | 517(1)    | 214(0)    | 192(1)    | 406(1)    | 825(0)+4К | 146(1) | 74(1) | 88(1) | 162(2) | 235+К |

Примечание: Статистика голевых передач ведется с сезона 1999/2000

#### В международных турнирах
| Турнир | Сезонов | Игры | Мячи |
| ------ | ------- | ---- | ---- |
| КЕЧ    | 3       | 11   | 2    |
| КМ     | 9       | 43   | 14   |
| КЧ     | 1       | 4    | 1    |

Источники:

### В сборной России
| Сезон   | Игры | Мячи |
| ------- | ---- | ---- |
| 2001/02 | 6    | 1    |
| 2002/03 | 4    | 1    |
| Всего   | 10   | 2    |

| 1  | Катринехольм | 12 января 2002   | Швеция                      | 5:2  | -  | Товарищеский матч                                |
| 2  | Упсала       | 13 января 2002   | Швеция                      | 5:3  | -  | Товарищеский матч                                |
| 3  | Архангельск  | 20 марта 2002    | Норвегия                    | 9:1  | 53 | Турнир на призы Правительства России             |
| 4  | Архангельск  | 21 марта 2002    | США                         | 14:0 | -  | Турнир на призы Правительства России             |
| 5  | Архангельск  | 22 марта 2002    | Швеция                      | 4:2  | -  | Турнир на призы Правительства России             |
|    | Архангельск  | 22 марта 2002    | Россия-2                    | 2:2  | -  | Турнир на призы Правительства России             |
| 6  | Архангельск  | 23 марта 2002    | Финляндия                   | 10:1 | -  | Турнир на призы Правительства России — полуфинал |
|    | Архангельск  | 24 марта 2002    | Россия-2                    | 5:2  | 82 | Турнир на призы Правительства России — финал     |
|    | Архангельск  | 16 марта 2003    | Север (Северодвинск)        | 13:5 | 70 | Товарищеский матч                                |
|    | Архангельск  | 19 марта 2003    | Водник (Архангельск)        | 16:3 | 32 | Товарищеский матч                                |
| 7  | Архангельск  | 24 марта 2003    | Норвегия                    | 8:1  | -  | Чемпионат мира                                   |
| 8  | Архангельск  | 25 марта 2003    | Казахстан                   | 12:3 | 75 | Чемпионат мира                                   |
| 9  | Архангельск  | 26 марта 2003    | Швеция                      | 2:6  | -  | Чемпионат мира                                   |
| 10 | Архангельск  | 28 марта 2003    | Финляндия                   | 5:1  | -  | Чемпионат мира                                   |
|    | Эдсбюн       | 15 сентября 2004 | Бруберг (Сёдерхамн, Швеция) | 14:4 | -  | Товарищеский матч                                |

Итого: 10 матчей / 2 мяча;  9 побед, 0 ничьих, 1 поражение.
Источники:

### Комментарии
1. ↑  Количество игр и голов за клуб(ы) в высшем дивизионе чемпионатов России
2. ↑  Результативные передачи
3. ↑  В скобках указаны очки, набранные в игре на Кубок России с командой «Водник»-2, которая выступала на турнире вне конкурса
4. ↑  В скобках указаны очки, набранные в аннулированном матче с кемеровским «Кузбассом». 16 декабря в Кемерово, незадолго до финального свистка, игроки гостей, недовольные несправедливым, по их мнению, судейством, самовольно всей командой удалились на скамейку штрафников